# منحنی شیطان

شیطان منحنی به صورت a = 0.8 و b = 1.

در علم هندسه، منحنی شیطان منحنی است که در دستگاه مختصات دکارتی با معادله زیر تعریف می‌شود:
{\displaystyle y^{2}(y^{2}-a^{2})=x^{2}(x^{2}-b^{2}).}
منحنی های شیطان به طور گسترده‌ای توسط گابریل کرامر مورد مطالعه قرار گرفته‌اند.
نام این منحنی به دلیل شباهت قسمت مرکزی نمودار آن و بازی Diabolo انتخاب شده. Diabolo نوعی اسباب‌بازی است که از دو چوب، یک ریسمان و قطعه چرخانی مانند قسمت مرکزی این نمودار تشکیل شده. اما چون در زبان ایتالیایی Diavolo به معنی شیطان است، این منحنی به نام منحنی شیطان شناخته می‌شود.